# Депортація чеченців та інгушів

Депорта́ція чече́нців та інгуші́в (23 лютого 1944 — 9 березня 1944) — злочин сталінізму, операція з депортації чеченців та інгушів силами НКВС з території ЧІ АССР до Центральної Азії та Казахстану. В радянських джерелах мала назву операція «Чечевица» (укр. Сочевиця).

## Передісторія
Повстання проти радянської влади у Чечено-Інгуської АРСР під головуванням Хасана Ісраїлова розпочалось взимку 1940 року і скінчилось на початку 1944 року висилкою чеченців і інгушів до Казахської РСР. Проте, опір в горах тривав до осені 1947 і останній бунтівник був вбитий тільки в 1976 у віці 70 років.

## Причини депортації
Йосип Сталін пояснив депортацію тим, що чеченці «приєдналися добровільно до організованих німцями формувань і виступили зі зброєю в руках проти Червоної армії.»
У той ж час, видатний чеченський політолог Абдурахман Авторханов зазначив, що під час військових дій на Кавказі в 1942—1944 роках територія Чечено-Інгушетії окупованою не була. Головні причини переслідування та знищення горців були наступними:
1. Постійна боротьба за національну незалежність чеченців і горців Кавказу. Фактичне невизнання ними деспотичної системи радянського колоніального режиму;
2. Бажання Москви забезпечити Кавказ як тил в майбутніх зіткненнях із Заходом від неминучого внутрішнього загальнокавказького національного фронту проти радянської метрополії;
3. Перетворити Кавказ на надійний плацдарм для майбутньої експансії проти Туреччини, Ірану, Пакистану та Індії[1].

## Проведення депортації

### Виселення
31 січня 1944 року прийнята ухвала ГКО СРСР N 5073 про скасування Чечено-Інгуської АРСР і депортації її населення до Середньої Азії і Казахстану «за посібництво фашистським окупантам». ЧІ АРСР скасована, з її складу в Дагестанську АРСР передано 4 райони, на решті території утворена Грозненська область.
Виселення було почате 23 лютого о 5:00 в більшості районів за винятком високогірних населених пунктів. Було відправлено 180 ешелонів із загальною кількістю переселенців 493269 чоловік. В дорозі проходження народилося 56 немовлят, померли 1272 людини. До лікувальних установ направлено 285 хворих. За ходом виселення чеченців та інгушів стежив особисто Й. Сталін. На його ім'я Берія посилав секретні телеграми. 29 лютого він доповів Сталіну про успішне завершення депортації більше ніж 400 тисяч чоловік. 1 березня написав Сталіну про арешт 1016 «антирадянських елементів з числа чеченців та інгушів».
У проведенні операції брали участь 19 тисяч офіцерів і бійців НКВС, а також більше 100 тисяч солдатів регулярної армії знятих з фронту. Також в операції були задіяні шість тисяч вантажівок, близько 200 залізничних складів.
Після проведення депортації на території Чечено-Інгуської АРСР продовжували діяти понад 80 повстанських угрупувань і залишалося декілька тисяч чоловік чеченців і інгушів.

### Знищення на місці
Через сильний снігопад і бездоріжжя, нестачу транспорту частина чеченців, переважно старих, жінок та дітей з високогірних районів, була знищена на місці.
Є свідчення про масове знищення людей в аулі Хайбах на території ЧІ АРСР при депортації, де 27 лютого було спалено живцем близько 700 осіб.
6 000 горців були розстріляні, спалені, або втоплені в озері Галанчож.

## Наслідки
На нових місцях переселенці опинилися без засобів для існування і житла. Лише в перші місяці депортіції чеченців загинуло понад 200 тисяч людей.
7 березня 1944 року указом Президії Верховної Ради СРСР Чечено-Інгушська автономна республіка була ліквідована, а її територія була поділена між Грузією, Північною Осетією, Дагестаном і Ставропольським краєм. Замість неї з'явилася Грозненська область РРФСР.
1948 рік СМ СРСР N 4367-1726сс: «В цілях зміцнення режиму поселення виселенців з числа чеченців, карачаївців, інгушів, балкарців, калмиків, німців, кримських татар тощо, а також посилення кримінальної відповідальності за втечі переселенців з місць обов'язкового і постійного поселення ЦК ВКП(б) ухвалює: 1. Встановити, що переселення у віддалені райони Радянського Союзу чеченців, карачаївців, інгушів, балкарців, калмиків, німців, кримських татар тощо проведене навіки, без права повернення їх до колишніх місць проживання. За самовільний виїзд (втечу) з місць обов'язкового поселення цих виселенців винних притягати до кримінальної відповідальності, визначивши міру покарання за цей злочин в 20 років каторжних робіт.»
Станом на 1956 рік на землях чеченців та ігнушів проживало більше 200 тисяч завербованих з Центральної Росії, Дагестану та інших регіонів.
9 січня 1957 виданий Указом Президії Верховної ради СРСР Чечено-Інгуська АРСР була відновлена. Чеченці й інгуші стали повертатися до Чечні і Дагестану. До 1959 року налічувалося близько 300 тис. осіб чеченців й інгушів на території ЧІ АРСР, більше ста тисяч проживало в Середній Азії.
Поправка, прийнята пленарною асамблеєю Європарламенту 26 лютого 2004 року, стверджує, що на основі IV Гаазької конвенції 1907 року та Конвенції про запобігання злочину геноциду 1948 року, депортація всього чеченського народу є актом геноциду.